# 角谷暁子
角谷 暁子（かどや あきこ、1994年〈平成6年〉7月30日 - ）は、テレビ東京のアナウンサー。

## 来歴
東京都世田谷区出身。
東京都立日比谷高等学校、慶應義塾大学文学部卒業後、2017年（平成29年） テレビ東京に入社。同期入社のアナウンサーは竹﨑由佳。

## 人物・エピソード
- 身長163cm[2]。
- 高校時代はダンス部に所属。大学でもダンスサークルに所属した。
- 大学時代はメディア・コミュニケーション研究所に入所し、マスメディアの報道姿勢と社会心理学について学ぶ[6]。
- 『ミス慶應コンテスト2014』に出場しグランプリに選出された[7]。
- テレビ東京入社前はセント・フォースの関連会社であるスプラウトに所属していた[2]。
- 小学生の時から読書を趣味にしており、好きな作家は三島由紀夫[8]。また山崎豊子の小説にも影響を受けており、山崎の小説に登場する記者やジャーナリストに憧れたことがアナウンサーを目指す契機になったという[9]。
- 2023年2月に一般男性と結婚したことが明らかになっている[10]。
- 独身時代の休日は家に籠もっている方が好きなタイプであったが、結婚後はゴルフ好きのパートナーの影響を受けてゴルフを楽しむことが多くなったことをテレ東ファン支局[注 2]のアナウンサー日記コラムにて明かしている。
- 2024年4月より『ニュースモーニングサテライト』（木・金曜）のメインキャスターとなるも、気管支喘息の症状が重くなったため6月21日の放送の後に休養に入り、体調面の影響を考慮する形で番組出演の続行を断念して9月末で降板した[11]。
- 2025年7月30日、第1子出産を報告[12]。出産まで妊娠を公表しなかった理由については「無事出産を終えるまで不安が尽きず、お知らせが遅くなってしまいました」と説明している[13]。

## 現在の出演番組
- LIFE IS MONEY〜世の中お金で見てみよう〜 - アシスタント
- ゆうがたサテライト - キャスター
- あの本、読みました?（BSテレ東、2024年4月 - ） - 進行アシスタント
- TXN NEWS（不定期）

## 過去の出演番組

### レギュラー出演
- 7スタライブ（2017年4月7日 - 2019年12月） - メインキャスター
- おはスタ（2017年7月7日 - 2018年3月22日）[注 3]
- ヒャッキン!〜世界で100円グッズを使ってみると?〜（2017年10月24日 - 2019年3月12日） - 進行
- にちようチャップリン（2018年4月1日 - 9月23日） - アシスタント
- そろそろ にちようチャップリン（2018年10月6日 - 2022年3月26日） - アシスタント
- カンニング竹山の新しい人生、始めます!（BSテレ東、2019年4月14日 - 2020年4月5日） - アシスタント

- エンター・ザ・ミュージック（BSテレ東、2019年11月9日 - 2020年11月7日、2022年6月11日- 2025年6月28日[注 4]）
- バカリズムの30分ワンカット紀行（BSテレ東、2020年4月4日 - 9月19日） - アシスタント
- THE名門校 日本全国すごい学校名鑑（BSテレ東、2020年4月19日 - 2021年9月） - アシスタント
- ワールドビジネスサテライト（2021年3月31日 - ） - 水・木曜日フィールドキャスター
- 日経プラス9サタデー ニュースの疑問（BSテレ東、2020年4月4日 - ） - サブキャスター
- ニュースモーニングサテライト
  - サブキャスター
    - 月・火曜日（2017年9月25日 - 2020年3月24日）
    - 木・金曜日（2020年4月2日 - 2021年3月26日）

  - メインキャスター
    - 木・金曜日（2024年4月4日 - 2024年6月21日）

### 単発・代役としての出演
- 独占生中継!隅田川花火大会
  - 第40回（2017年7月29日） - VTR出演[注 5]
  - 第41回（2018年7月29日[注 6]） - ヘリコプター中継
  - 第42回（2019年7月27日） - 総合司会
  - 第43回『がんばろう日本 隅田川花火大会 特別編』（2020年7月25日） - 総合司会
  - 第44回『ありがとう&がんばろう日本2021 隅田川花火大会 特別編』（2021年9月18日） - 総合司会
  - 第45回『隅田川花火大会 特別編2022』（2022年8月6日） - 総合司会
- よじごじDays（不定期） - 中継リポーター
- ゆうがたサテライト（2017年8月23日・24日） - 休暇中の西野志海の代理出演
- ワールドビジネスサテライト
  - （2017年9月5日、2018年5月4日） - 片渕茜の代行リポーター
  - （2019年11月14日[14][注 7]） - 北村まあさの代行リポーター
  - （2022年8月4日・10日・9月21日・22日・10月6日・12日・13日） - 佐々木明子の代行メインキャスター
- 土曜スペシャル「ローカル路線バス乗り継ぎの旅ヒストリー!10年間の軌跡全部見せますSP」（2018年5月5日） - 進行
- バカリズムの新説ハラスメント大事典（2018年10月23日・30日） - MC
- BS民放5局共同特別番組 BS5局で生放送!鶴瓶&安住の放送局漫遊記（2019年12月1日） - BSテレ東パート「徳光和夫の名曲にっぽん」進行。また同特番のグランドフィナーレにも出演。
- 新春!お笑い名人寄席（2020年1月2日・2021年1月2日・2022年1月2日・2023年1月2日） - 司会
- 池上彰の選挙ライブ（2021年10月31日・2022年7月10日） - サブキャスター
- 林修のライフイズマネー（2022年4月23日・11月19日） - 進行
- 池上彰の激動! 世界情勢SP（2022年8月21日） - 進行
- 街角ホワイトボード先生（2023年1月2日） - 進行
- 池上彰の近未来テレビ（2023年1月3日） - 進行
- 紙とさまぁ〜ず（2023年7月3日・10日・17日） - 竹崎由佳の代役[15][16][17]